# Scandale journalistique
 (septembre 2022).
Si vous disposez d'ouvrages ou d'articles de référence ou si vous connaissez des sites web de qualité traitant du thème abordé ici, merci de compléter l'article en donnant les références utiles à sa vérifiabilité et en les liant à la section « Notes et références ».
Quelques scandales journalistiques, relevant soit de la désinformation pure et simple, soit d’articles bidonnés ou de bévues de presse :
- Affaire des Irlandais de Vincennes (1982)
- Affaire des charniers de Timişoara (1989)
- Affaire des couveuses au Koweït (1990)
- Affaire Tuvia Grossman lors de la Seconde Intifada.
- Affaire Plame-Wilson, à propos du scandale du Nigergate, entraîne de nombreuses conséquences aux États-Unis.
- Jack Kelley, journaliste à USA Today, Prix Pulitzer, qui démissionne en mars 2004 après avoir été accusé d’avoir bidonné un certain nombre d’articles.
- Alexis Debat, consultant français à Washington DC, qui démissionne d’ABC News et de la revue The National Interest, après avoir été accusé d’avoir bidonné des interviews publiées en France par la revue Politique internationale.
- André Ulmann, journaliste français travaillant pour les services secrets du bloc de l’Est durant la guerre froide, écrit de faux articles au sujet de Viktor Kravchenko à l’origine d’un grand procès en 1948.
- Patrick Poivre d’Arvor réalisant une interview truquée avec Fidel Castro en 1991.
- Stephen Glass, journaliste au New Republic, renvoyé en 1998 pour bidonnages.
- Jayson Blair, journaliste au New York Times, ayant démissionné en 2003.
- Judith Miller, journaliste au New York Times qui a colporté le mythe selon lequel l’Irak de Saddam Hussein détenait des armes de destruction massive, prétexte de la guerre en Irak.
- Amir Taheri, prétend à tort dans le journal canadien The National Post que le régime iranien allait mettre en place un code vestimentaire pour les différents groupes religieux (2006)
- Troubles au Tibet en mars 2008, en Occident, des images de répression au Népal ou en Inde ont été présentées comme des images de répression en Chine, des témoignages ont été traduits dans le sens contraire et des photos recadrées pour cacher la réalité. Cela entraînera des questionnements sur la validité des démocraties occidentales chez des expatriés chinois.
- Affaire de l'enfant crucifié : pendant la guerre du Donbass en 2014, la télévision d'État russe (notamment Pervi Kanal et Russia Today), affirment que l'armée ukrainienne a crucifié un enfant. Le reportage s'avèrera être une fausse information montée de toutes pièces.
- Claas Relotius, journaliste au Der Spiegel, dont le magazine allemand a reconnu en 2018 qu'il était coupable d'une « fraude à grande échelle » pour de nombreux articles bidonnés.
- Emballement médiatique autour de l'Affaire Dupont de Ligonnès à la suite de sa supposée arrestation à Glasgow.
- Janet Cooke, elle a reçu un prix Pulitzer en 1981 pour un article écrit pour The Washington Post. On a découvert plus tard que l'histoire avait été fabriquée de toutes pièces et elle a rendu le Pulitzer.